# Дяковська культура
Дяковська культура — археологічна культура залізної доби. Датована VII століттям до н. е. — V ст. н. е.. Названа відповідно городища біля села Дякове, розташованого нині в межах міста Москва на території музею-заповідника «Коломенське», котре в 1864 році дослідив Д. Я. Самоквасов, а в 1889—1890 роках — В. І. Сизов.
Належала давнім фінно-угорським племенам (предки відомих із літописів племен меря й весь, а також інших племен), що жили в басейні верхньої течії Волги, Оки, у межах Валдайської височини, у Верхнім Подвінні. Деякі вчені приписують частину пам'яток дяковської культури
- предкам слов'ян, а
- західну їхню групу вважають пам'ятками балтів[2].

На окремих пам'ятках дяковської культури простежено шари, що свідчать, що вона доіснувала аж до літописних часів.
У Білорусі досліджені пам'ятки дяківської культури «Загорці», «Новий Болецьк», «Мямлі» (Городоцький район) та ін..

## Опис
Населення дяківської культури жило патріархальними родинами. Характерні поселення дяковської культури — невеликі городища, розташовані на берегах рік на важкодоступних місцях і укріплені валами й ровами. З перших сторіч нашої ери поруч із городищами виникають відкриті поселення — селища. За житла правили прямокутні (іноді круглі) напівземлянки й наземні будівлі.
- Суспільний лад — первіснообщинний[2].
- Населення займалося скотарством, мотичним землеробством, мисливством і рибальством[2].
- З приблизно 200-их рр. н. е. розвивається обробіток металів. Виготовлялися залізні серпи, сокири, стріли, бронзові прикраси[2].
- Багато знарядь праці й прикрас зроблено з кістки. Для дяковської культури характерні глиняні грузики «Дякового типу» і в шарах до 100 р. н. е. — кераміка, прикрашена так званим «текстильним» («сітчастим») орнаментом[2].

Поховання дяковської культури не знайдено, що вказує на застосування трупоспалення.